# ABC Records
ABC Records fue un sello discográfico estadounidense.
En 1955, American Broadcasting-Paramount Theaters, Inc. formó en Nueva York una compañía subsidiaria llamada The Am-Par Record Corporation, la cual comenzó a lanzar pop jazz y rhythm & blues. La compañía pasó a llamarse en 1962 ABC-Paramount, y luego en 1967 ABC Records.
ABC-Paramount se convirtió en uno de los principales sellos discográficos estadounidense en la industria de la música de los años 1950 y los años 1960, firmando con muchos artistas del rock & roll temprano, y lanzando/comprando sellos secundarios como Impulse!, BluesWay, Audition, Command Performance, Dunhill, Duke/Peacock, Probe (US) y otros.
En 1967, Paramount dio de baja a su nombre, y este pasó a ser conocido como ABC Records. En los años 1970 se vio a ABC tener grandes éxitos con bandas como Ray Charles y Steely Dan, y el sello también lanzó algunos de los temas de soul más recordados del tiempo de artistas como Isaac Hayes, The Four Tops y The Dells.
En 1979, ABC Records fue comprado por MCA Records, y dejó de existir como sello discográfico hasta después de su compra, aunque algunos títulos populares de ABC fueron reeditados por MCA.